# Ланкастер (Њујорк)
Ланкастер (енгл. Lancaster) град је у америчкој савезној држави Њујорк.

## Демографија
По попису из 2010. године број становника је 10.352, што је 836 (-7,5%) становника мање него 2000. године.
| Група             | 2000.          | 2010.         |
| Белци             | 10.970 (98,1%) | 9.972 (96,3%) |
| Афроамериканци    | 36 (0,3%)      | 71 (0,7%)     |
| Азијати           | 15 (0,1%)      | 25 (0,2%)     |
| Хиспаноамериканци | 91 (0,8%)      | 150 (1,4%)    |
| Укупно            | 11.188         | 10.352        |